# Siete mares

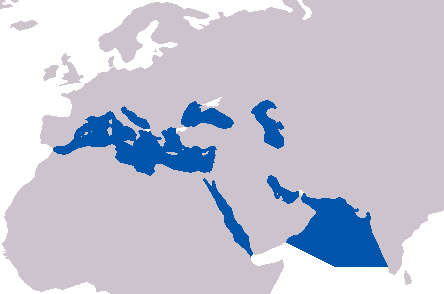
Los «siete mares» de la Edad Media.

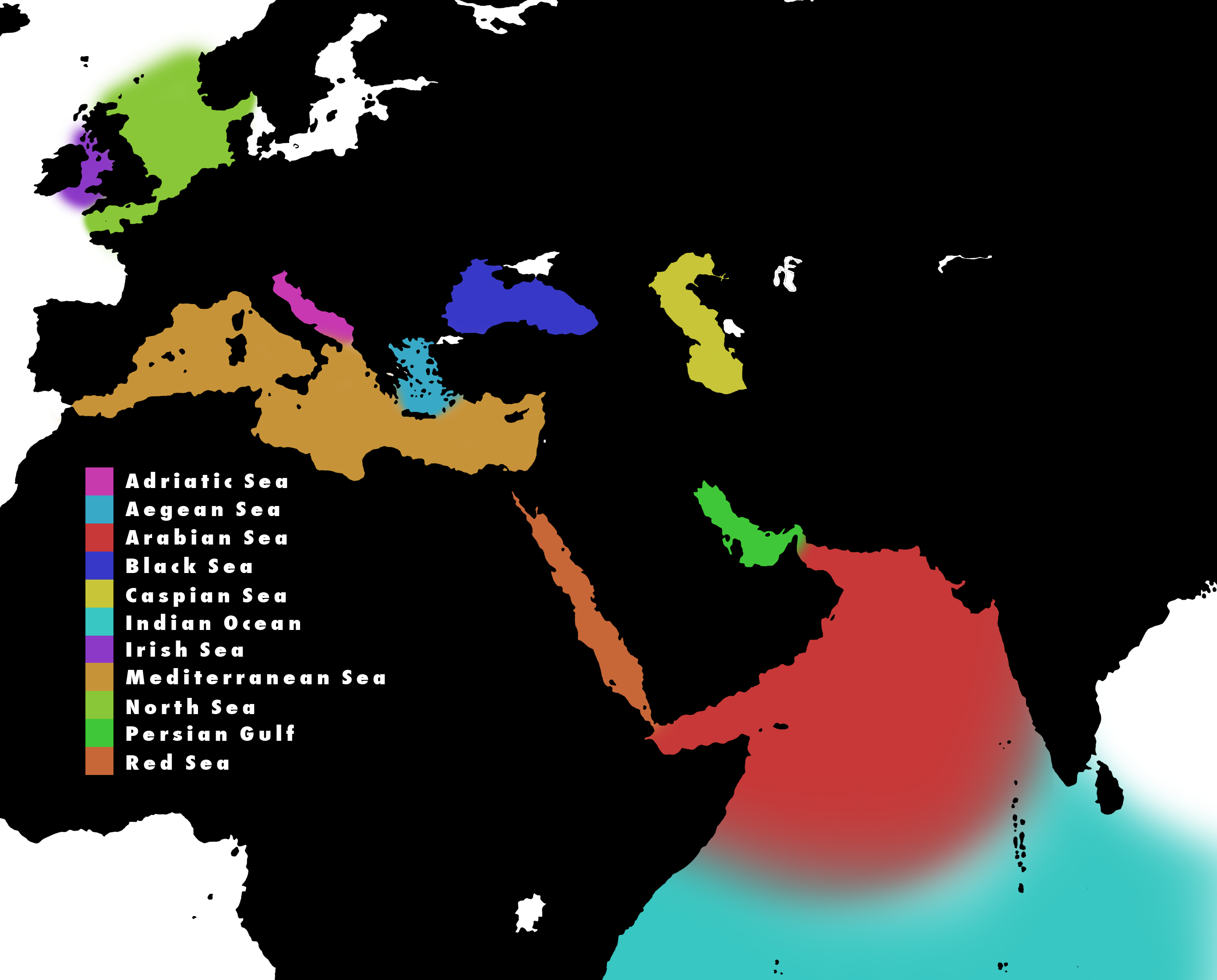
Mapa de los once mares a que se refieren varias expresiones medievales de los «siete mares» (la leyenda está en inglés).

Los siete mares es una expresión utilizada a lo largo de la historia de muchas culturas y pueblos en relación con un grupo de mares (reales o mitológicos) de Eurafrasia. Se usaba (y usa) tanto para referirse a un conjunto determinado de siete mares como al conjunto de los mares del mundo conocido en ese momento.
Tiene un origen muy remoto (se menciona por primera vez a Gaba en el siglo XXIII a. C.). Por ejemplo: En un manuscrito del siglo IX se indica que «Quien quiera ir a China debe cruzar siete mares», y los mares a los que se refiere han cambiado mucho según la época y lugar, ya que la expresión ha sido empleada por la mayoría de los pueblos de la antigüedad: chinos, indios, antiguos griegos y antiguos romanos. A través de estos dos últimos, en particular, se estableció el grupo de «siete mares» que es mencionado con más frecuencia en la literatura medieval europea:
- el mar Negro
- el mar Caspio
- el mar Rojo
- el mar Mediterráneo
- el mar Adriático
- el mar de Arabia (parte del océano Índico)
- el golfo pérsico

Actualmente, los siete mares han ido creciendo en número y la Organización Hidrográfica Internacional lista más de 100 cuerpos de agua conocidos como mares.
Hay que mencionar también que en la actualidad, mucha influencia de los medios han llevado a cambiar el sentido de la frase para adaptar los 7 Mares al mundo entero; dividiendo los océanos así:
- El océano Ártico
- El océano Antártico o Austral
- El océano Pacífico Norte
- El océano Pacífico Sur
- El océano Atlántico Norte
- El océano Atlántico Sur
- El océano Índico

## Primeras menciones
Si bien el concepto medieval de los «siete mares» tiene sus orígenes en la Antigua Grecia y la Antigua Roma, la expresión «siete mares» ha existido desde mucho más tiempo, apareciendo ya en 2300 a. C. en el Himno 8 de la sumeria Enheduanna a la diosa Inanna.

### Ruta a China
En el siglo IX después de Cristo, el autor Ya'qubi escribió:

Quien quiera ir a China debe cruzar siete mares, cada uno con su propio color, viento, peces y brisa, completamente diferente a los del mar que se encuentra junto a el. El primero de ellos es el mar de Fars, que los hombres navegan partiendo de Siraf. Termina en Ra's al-Jumha, es un estrecho donde se pescan perlas. El segundo mar comienza en Ra's al-Jumha y se llama Larwi. Es un gran mar y en el está la isla de Waqwaq y otras que pertenecen a los Zanj. Estas islas tienen reyes. Sólo se puede navegar por este mar por las estrellas. Tiene mucha pesca, y en el hay muchas maravillas y cosas que superan cualquier descripción. El tercer mar se llama Harkand y en el se encuentra la isla de Sarandib [Sri Lanka], en la que hay piedras preciosas y rubíes. Estos son islas con reyes, pero hay un rey sobre ellos. En las islas de este mar crecen el bambú y el ratán. El cuarto mar se llama Kalah y es poco profundo y lleno de enormes serpientes. A veces viajan con el viento y barcos smash. Estas son las islas donde crece el árbol del alcanfor. El quinto mar se llama Salahit y es muy grande y lleno de maravillas. El sexto mar se llama Kardanj; es muy lluvioso. El séptimo mar se llama el mar de Sanji, también conocido como Kanjli. Es el mar de China; uno es impulsado por el viento del sur hasta que llega a una bahía de agua dulce, a lo largo de la que hay lugares fortificados y ciudades, hasta que se alcanza Khanfu Guangzhou.
Ya'qubi

Este pasaje muestra ya los siete mares que se mencionaron en la literatura árabe medieval: el golfo Pérsico (mar de Fars), el golfo de Khambhat (mar de Larwi), la bahía de Bengala (mar de Harkand), el estrecho de Malaca (mar de Kalah), el estrecho de Singapur (mar de Salahit), el golfo de Tailandia (mar de Kardanj) y el mar de China Meridional (mar de Sanji).

### Griegos
Para Heródoto, el grupo tradicional de los «siete mares» consistían en el mar Egeo, el mar Negro, el mar de Mármara, el mar Jónico, el mar Rojo, el mar Tirreno —o mar Mediterráneo Occidental— y el mar Mediterráneo Oriental.

### Romanos
Virgilio, en el libro VI de la Eneida, también recoge la expresión, aunque no todos los usos romanos de la expresión latina «septem maria» serían similares a los de hoy. La red navegable en la desembocadura del río Po, en las marismas en la costa del Adriático, fue localmente llamada «Siete Mares» en la antigua época romana. Plinio el Viejo, escritor romano y comandante de la flota, escribió acerca de esas lagunas separadas del mar por bancos de arena:

Todos esos ríos y trincheras fueron hechos por los etruscos, que así descargaban el caudal del río a través de los pantanos de la Atriani llamados los Siete Mares, con el famoso puerto de la ciudad etrusca de Atria, que antiguamente dio el nombre de Atriatic a lo que ahora se llama el Adriático.
Plinio el Viejo

### Venecianos
En una historia de los estados venecianos puede leerse:

La expresión «navegar los siete mares» es una floritura clásica que significa habilidad náutica. Se aplicó a los venecianos mucho antes de que navegasen por los océanos.
Frederic Chapin 

### Persas
Los persas utilizaron el término «los siete mares» para referirse a las corrientes que formaban el río Oxus.

### Renacimiento
Una iconografía relativamente normalizada de los cuatro continentes y los cuatro ríos del mundo, que se desarrolló desde el Renacimiento, fijó imágenes reconocibles en el imaginario europeo, pero los «siete mares» no fueron diferenciados —Neptuno los gobernaba todos.

### Talmudistas
El clérigo y erudito del siglo XVII John Lightfoot menciona un conjunto muy diferente de los siete mares en su Commentary on the New Testament' [Comentario sobre el Nuevo Testamento]. Un capítulo titulado The Seven Seas according to the Talmudists, and the four Rivers compassing the Land [Los siete mares de acuerdo a los talmudistas y los cuatro ríos que abrazan la Tierra] incluye el «Gran Mar» (ahora conocido como mar Mediterráneo), el mar de Tiberíades (mar de Galilea), el mar de Sodoma (mar Muerto), el lago de Samocho y el Sibbichaean.

### Las Indias Orientales
En la época colonial la Clipper Ship Tea Route, desde China hasta Inglaterra, era la ruta comercial más larga del mundo. Llevaba a los marineros a través de siete mares cercanos a las Indias Neerlandesas: el mar de Banda, el mar de Célebes, el mar de Flores, el mar de Java, el mar de China Meridional, el mar de Sulu, y el mar de Timor. Los «siete mares» referidos a esos mares, y si alguien había navegado los siete mares, eso significaba que había salido a, y regresó de, el otro lado del mundo.

### Época moderna
Después de que los europeos descubrieran América, algunas personas utilizaban la expresión «siete mares» para referirse a los siete mayores cuerpos de agua en el mundo: 1.- El océano Ártico, 2.- El océano Atlántico, 3.- El océano Índico, 4.-El océano Pacífico, 5.- El Mar Mediterráneo, 6.- El Mar Caribe, y 7.- El Golfo de México.
Algunos modernos sistemas de clasificación geográfica cuentan siete océanos en el mundo: 1.- El océano Pacífico Norte, 2.- El océano Pacífico Sur, 3.- El océano Atlántico Norte, 4.- El océano Atlántico Sur, 5.- El océano Índico, 6.- El océano Antártico, y 7 si.- El océano Ártico.